# Бутаев, Алан Юрьевич
Бута́ев Ала́н Ю́рьевич (род. 7 января 1973, Орджоникидзе, СОАССР, РСФСР, СССР) — российский артист цирка, акробат, клоун, актёр.
Заслуженный артист Республики Северная Осетия — Алания(2015)

## Биография
Родился 7 января 1973 года в г. Орджоникидзе СОАССР в цирковой семье. Отец — Юрий Бутаев работал артистом — акробатом, руководителем номера в Союзгосцирке, заместителем директора в Ярославском цирке, директором и художественным руководителем Волгоградского цирка.
Детство провел в цирке, переезжая из города в город, где проходили гастроли родителей. В цирке про таких детей говорят — «Родился в опилках».
С 1989 года, начал свою творческую деятельность в качестве акробата-вольтижера в номере «Летающие Аланы» под руководством своего отца Юрия Николаевича Бутаева.
В 1991 году был призван в ряды Вооруженных сил СССР, отправлен в запас из Вооруженных сил России в 1993 году.
В 1994 году при Ярославском цирке создает эксцентрический номер «Буфф-эквилибристы» на першах(режиссёр Юрий Бутаев)
С 13 мая 1997 года, создатель и руководитель клоунского трио — Комик компания «Бутанти» (Режиссёры: Юрий Бутаев и Юрий Дроздов, композитор — Владимир Куприянов, художник — Светлана Горская)
Партнеры: Владимир Чура, Артем Антипов. С 2006 года — Сергей Блохин.
Принимал участие в качестве клоуна в программах выдающихся артистов советского и российского циркового искусства: Мстислава Запашного, Терезы Дуровой, Николая Павленко, Тамерлана Нугзарова и многих других…
С 2006 по 2011 годы, работал в программе «Цирк братьев Запашных» под руководством Народных артистов РФ Эдгарда Запашного и Аскольда Запашного.
С 2014 года, после гастролей Олимпийской программы звёзд Российского цирка в Сочи «Время, побеждать!», Алан Бутаев принимает участие в гастролях циркового коллектива «Моя Россия» под руководством Народного артиста РСФСР Тамерлана Нугзарова, в котором работает по сей день.
Обладатель приза «Мистер Смех» — II Всероссийский фестиваль — конкурс артистов цирка.
С успехом гастролировал не только в отечественных, но и в зарубежных цирках: Швейцария, Польша, Турция и др.
С начала своей творческой деятельности, Алан Бутаев является артистом Российской государственной цирковой компании «Росгосцирк». 26 марта 2020 года, клоуна поздравил с юбилеем — 30-летием творческой деятельности генеральный директор ФКП «Росгосцирк» В. Л. Шемякин.
По возможности, А. Ю. Бутаев, в городах, где проходят гастроли цирка, проводит благотворительные выступления в детских домах, школах-интернатах и больницах, для тех детей, которые лишены возможности посетить цирк.

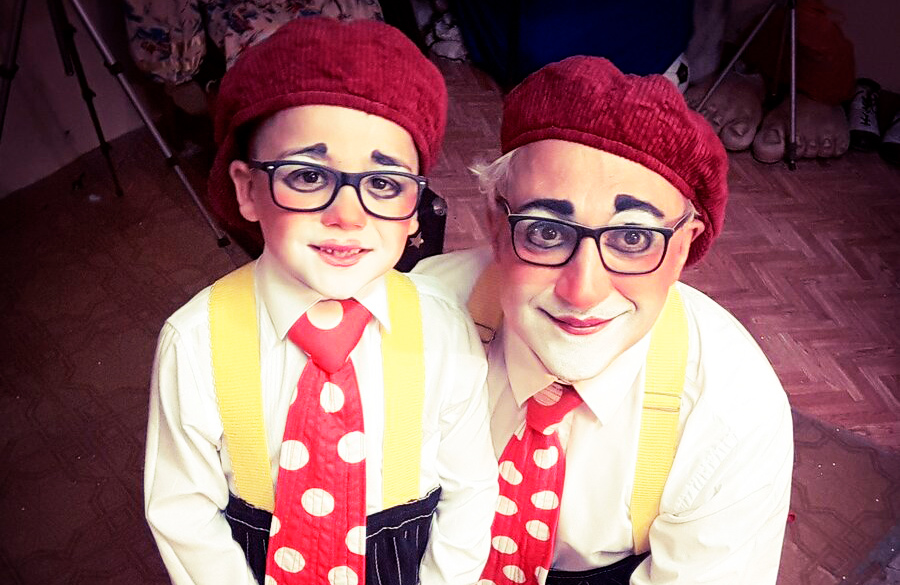
Клоуны: Тимур и Алан Бутаевы

Вместе с Аланом Бутаевым, первые шаги на манеже делает его сын — Тимур, он принимает участие в нескольких репризах своего отца. Тимур Бутаев — уже третье поколение династии артистов цирка — Бутаевых.
С самого раннего детства, Тимур Бутаев вместе с отцом, принимал участие в спектаклях Народного артиста России, Лауреата Государственной премии Российской Федерации в области Литературы и Искусства — Тамерлана Нугзарова: «Вива, Зорро!» и «Тайна Ледяного замка». Впервые на манеж цирка его вывел Т.Нугзаров в 2014 году, когда Тимуру было три года.

## Семья
- Отец — Бутаев Юрий Николаевич
- Мать — Бутаева (Гиоева) Хадизат Хасановна
- Сын — Бутаев Тимур Аланович (род. 15.07.2011).
- Дядя — Бутаев, Константин Николаевич

## Участие в цирковых проектах
- «Камелот» (2008) — Цирк братьев Запашных
- «Садко» (2009) — Цирк братьев Запашных
- «Камелот-2. Наместник богов» (2010) — Цирк братьев Запашных
- «Малахитовая шкатулка» (2013) / Реж. Анатолий Марчевский
- «Вива, Зорро!» (2014) / Реж. Тамерлан Нугзаров, Светлана Авдеева
- «Салют Победы» (2015) / Реж. Анатолий Марчевский

## Фильмография
| Год  |   | Название            | Роль   |
| ---- | - | ------------------- | ------ |
| 1998 | ф | Сибирский цирюльник | эпизод |
| 2003 | с | Игра без правил     | эпизод |